# Баюново
Баюно́во (рос. Баюново) — селище у складі Косіхинського району Алтайського краю, Росія. Входить до складу Баюновської сільської ради.

## Населення
Населення — 161 особа (2010; 209 у 2002).
Національний склад (станом на 2002 рік):
- росіяни — 99 %